# Hammersee (Juist)
Der Hammersee ist ein 1932 durch eine Sturmflut entstandener Binnensee auf der ostfriesischen Insel Juist, die im Landkreis Aurich in Niedersachsen liegt.

## Allgemeines
Er ist der größte Süßwassersee auf einer Nordseeinsel. Das Binnengewässer findet sich im westlichen Drittel des langen, schmalen Inselkörpers westlich vom Ort Loog. Der Name des Sees deutet auf seinen Ursprung hin. „Hammer“, vom ostfriesischen Wort „Hammrich“, ist eine gemeinschaftlich genutzte Weidefläche.

## Entstehung
Der See ist durch die Überflutung einer Hammrich-Weide entstanden.
Infolge der Petriflut von 1651 war die Insel zunächst in zwei Teile getrennt. Um das Jahr 1770 wurde damit begonnen, den etwa zwei Kilometer breiten Durchbruch zuerst an der Südseite zuzuschütten, was 1877 beendet war. Erst ab 1928 wurde die zur See liegende Nordseite mit einem Sanddamm final geschlossen. Bei einer Sturmflut brach das Wasser 1932 durch den nördlichen Deich, überflutete das Gelände dahinter und floss nicht mehr ab.
Im Laufe der Zeit ging der Salzgehalt im Hammersee zurück – heute ist es ein leicht brackiger Süßwassersee mit Schilfröhricht, umgeben von Dünenketten. Der Hammersee unterliegt einer ständigen Verlandung. Von Nordwesten trägt der Wind zudem Sand ein.
Der Hammersee bildet ein einzigartiges Biotop und den Rückzugsort für zahlreiche Vögel und Kleintiere auf der niedersächsischen Insel. Durch den ihn umgebenden Wald- und Schilfgürtel stellt der Hammersee ein relativ störungsarmes Gebiet mit reichhaltigem Nahrungs- und vor allem Süßwasserangebot dar. Für Menschen ist er nur an wenigen Stellen zugänglich. Die heutige offene Wasserfläche beträgt noch 17,3 Hektar; einschließlich der Verlandungszonen umfasst das Feuchtgebiet über 35 Hektar. Die Tiefe des Sees beträgt im Mittel rund einen Meter.

## Wäldchen
Otto Leege, erster Kommissar für Naturschutz in Ostfriesland und Pionier eines nachhaltigen Vogel- und Inselschutzes, begann in den 1920er Jahren damit, westlich des Hammersees besonders winterharte Pflanzen anzupflanzen, und schuf auf diese Weise den Nukleus des heutigen (kargen) Baumbestands sowie des Naturschutzgebietes rund um den Hammersee.
Durch den stetigen Wind sind viele der sich dort befindlichen Pflanzen und Bäume merklich schräg gewachsen.

## Bildergalerie

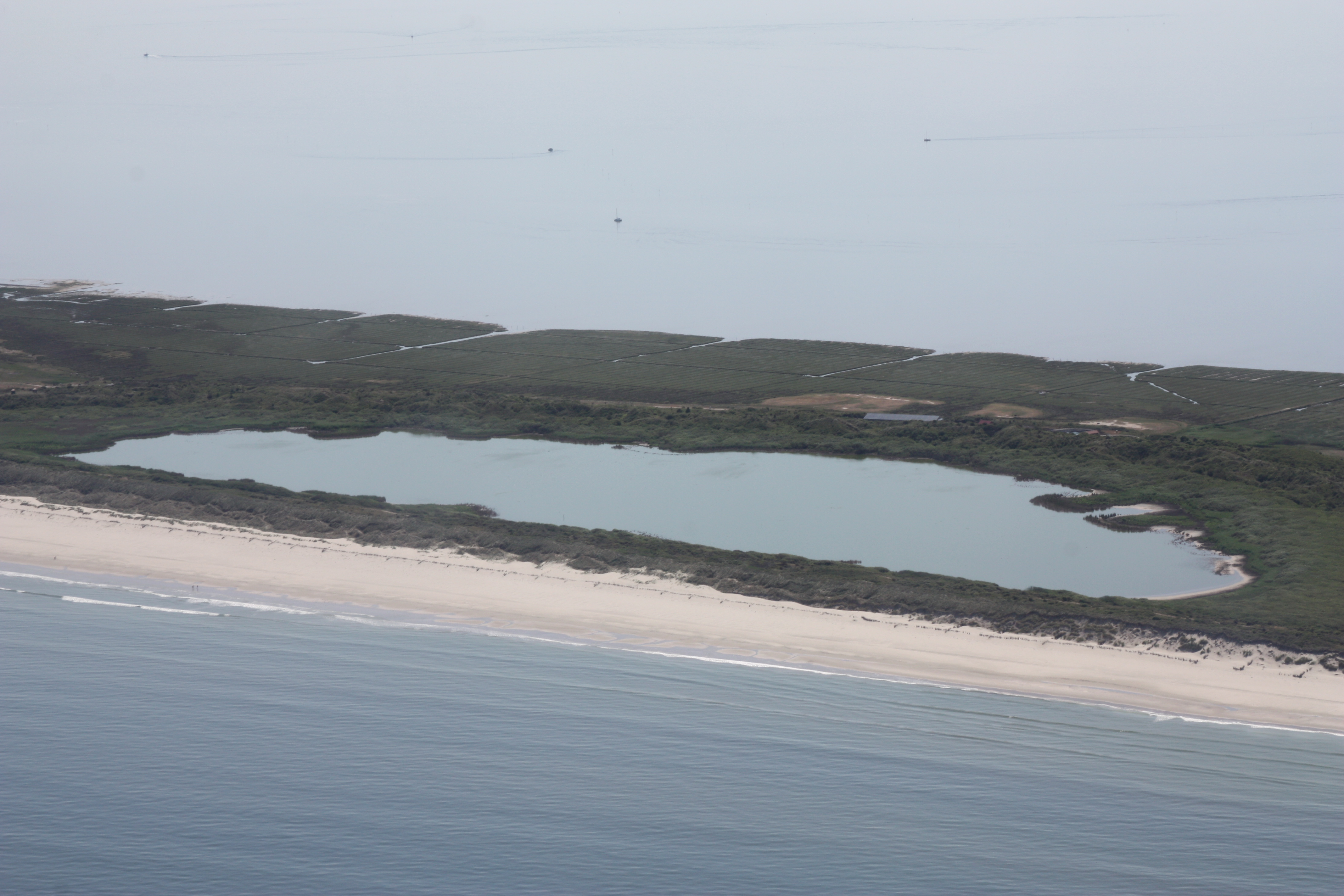
Hammersee von oben
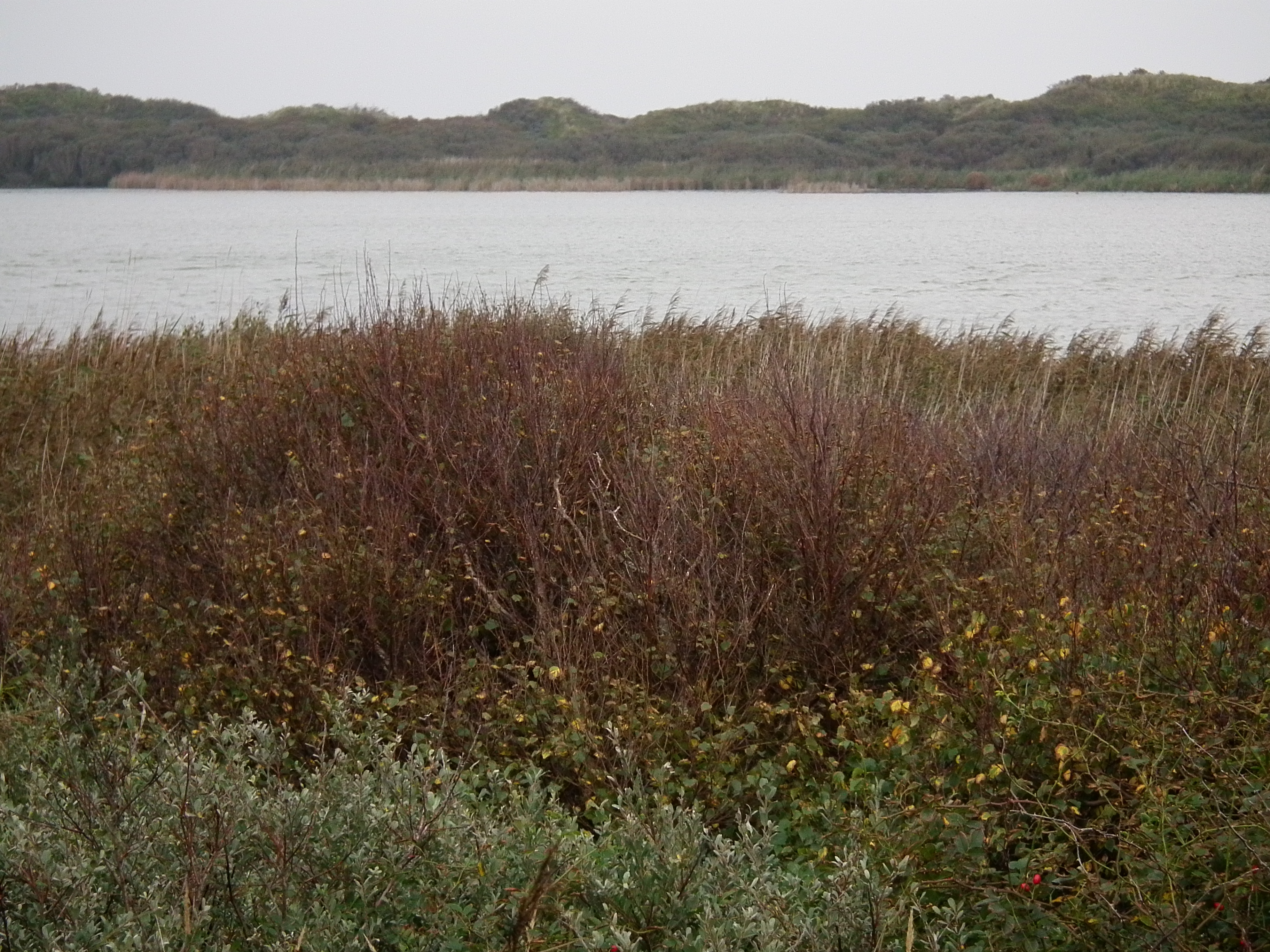
Hammersee mit Ufervegetation, September 2010
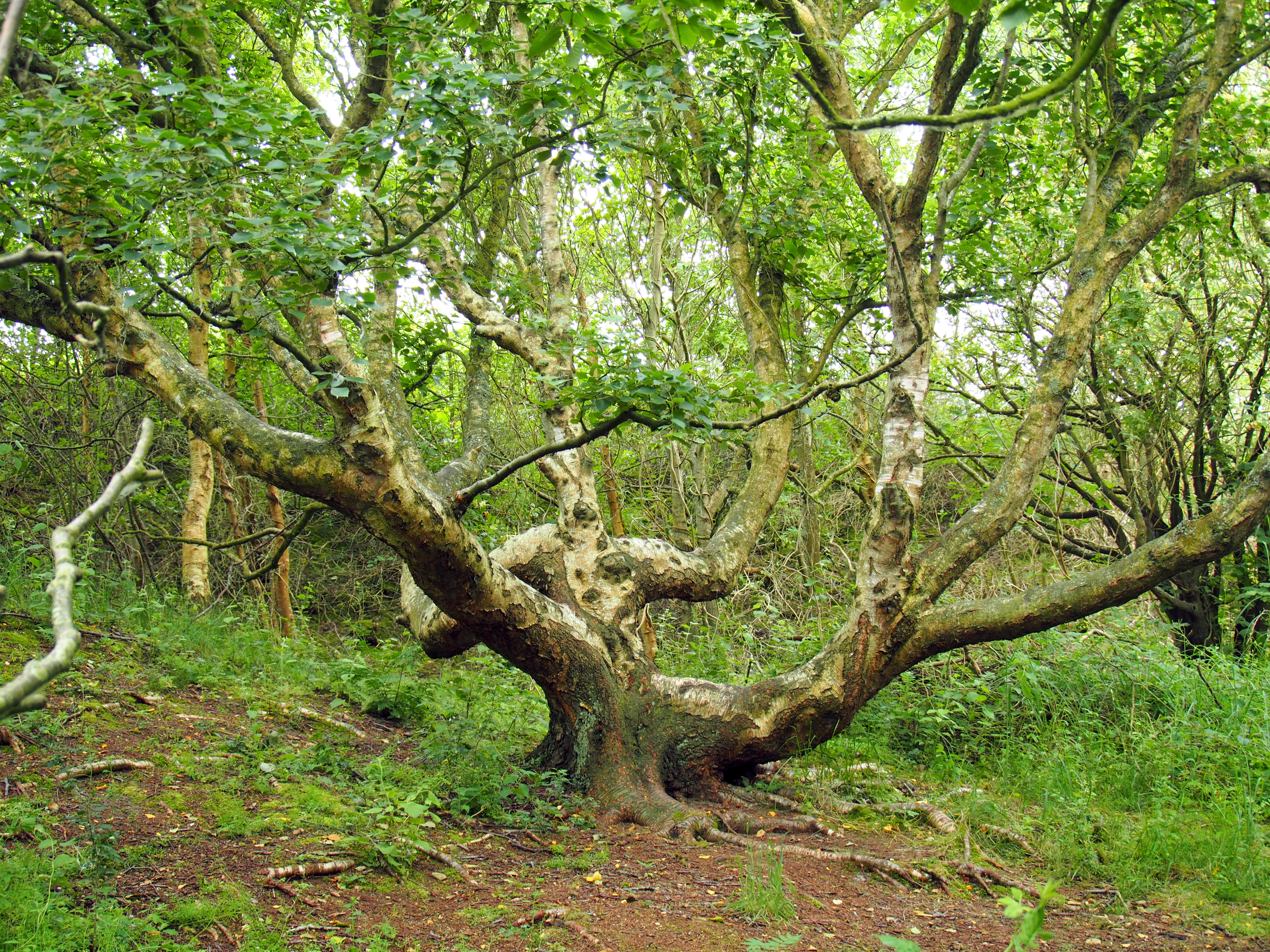
Krüppelbirke im NSG am Rande des Sees
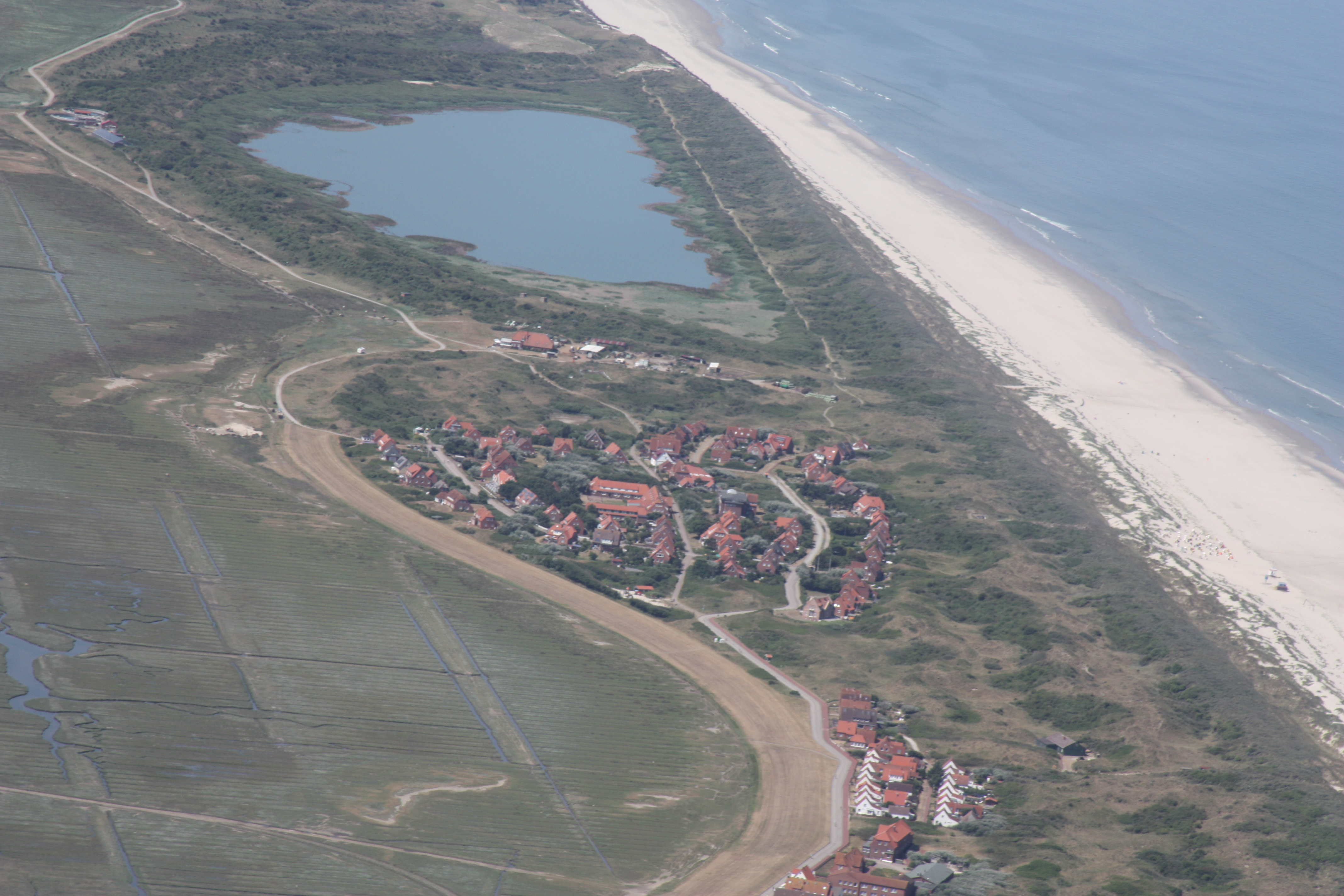
Hammersee mit benachbarter Siedlung Loog, Juli 2010